# 幕僚
幕僚（ばくりょう）とは、指揮官を補佐する高等武官又はそれに準ずる者をいう。参謀に近い意味で用いられることが多いが、必ずしも参謀又はそれに相当する者のみを指すわけではない。英語にいう staff とは若干異なる。
語源としては幕とは司令官の陣地をさし（幕府の幕と同義）、「司令官の側に侍る者」の意である。

## 日本陸海軍での用法
日露戦争に備えて制定された「戦時大本営条例」（明治36年勅令第293号）では、大本営に幕僚を置き、参謀総長及び海軍軍令部長は幕僚長と呼称された。
また、明治29年5月11日勅令による改正後の師団司令部条例第11条は、「参謀部及ビ副官部ヲ合シテ特ニ幕僚ト称ス」としている（法官部・軍医部・獣医部は除かれている）。
また、艦隊令（大正3年11月30日軍令海第10号）第5条第1項は「聯合艦隊及艦隊ニ当該司令長官ノ幕僚トシテ左ノ職員ヲ置ク」として「参謀長・参謀・副官・機関長・軍医長・主計長」を挙げている。
これらのことから、日本陸海軍では幕僚とは、参謀のみならず、司令部に置かれて指揮官を補佐する各部門の責任者たるスタッフを指すものとされていた。

## 自衛隊での用法
自衛隊では、副官等は幕僚には含まれず、狭義の参謀に近い意味で幕僚の用語が用いられている。但し日本政府・自衛隊でも外国軍の「Staff」相当（当然母国語が英語でない外国軍もある）を「参謀」と呼ぶ事はある。
下記の三者の上位として統合幕僚長がいる。

### 陸上自衛隊

#### 幕僚長
- 陸上幕僚長：当該項目を参照
- 陸上総隊司令部幕僚長：陸将（政令指定職1号）
- 方面総監部幕僚長：陸将補（一）、方面総監部の幕僚組織を統轄し総監を補佐するとともに駐屯地司令を兼務。下番後はおおむね師団長もしくは相当級の将官職に着任する
- 師団司令部幕僚長：1佐（一）、師団司令部3役に位置し司令部の幕僚を統括し師団長を補佐すると同時に師団における佐官の最上級者となる立場から師団長・副師団長（駐屯地司令）双方若しくは副師団長に事故が発生時はその職務を代行する[3]（そのため諸外国では准将に相当する自衛官がその職に就く）。原則として乗車する車両には赤台座に帽章の車両標識を提示し、司令部三役である将官に準じた立場である事を示している。
- 旅団司令部幕僚長：1佐（二）、旅団司令部の幕僚を統括し旅団長を補佐すると同時に旅団長及び副旅団長双方若しくは副旅団長に事故が発生時はその任を代行する。そのため旅団隷下部隊長よりも序列名簿が上級とされる自衛官がその職に就く[4]
- 団本部高級幕僚：1佐（三）若しくは2佐、団本部の幕僚を統括し団長を補佐、上級部隊の幕僚長に相当する職（方面混成団には置かれない[6]。）

#### 駐屯地幕僚
駐屯地司令が定める幹部が駐屯地幕僚として駐屯地司令職務を補佐する。基幹部隊が連隊等のみの場合は当該部隊の隷下部隊（主に科・中隊長等）と業務隊・会計隊等より1名ずつが選任されそれぞれ駐屯地幕僚業務を行い、連隊等複数所在する場合は駐屯部隊の副隊長が駐屯地幕僚として司令を補佐する。師団等司令部が所在する場合は、司令部幕僚及び駐屯部隊長等が駐屯地幕僚として司令を補佐する。

#### 部隊幕僚等
基本的に師団等は第1部・団や連隊等は1科（師団総務課や隊本部総務科）から第4部・4科（補給・管理科等）の部長または科長職及び連隊等においては科長職に加えて隷下各部隊の隊長・副隊長・運用訓練幹部のいずれかが該当する。各業務を統率し師団（旅団・団）長または連隊（群・隊）長の職務を補佐する。基本的に3ヶ月に一度程度幕僚会同が開かれ、部隊等の隊務運営に関して部隊長等からの指導を受ける。

### 海上自衛隊

#### 幕僚長
- 海上幕僚長：当該項目を参照
- 地方総監部には幕僚長が置かれる。幕僚長は総監部の幕僚組織を統轄し総監を補佐する。
- 自衛艦隊、護衛艦隊、潜水艦隊、掃海隊群、航空集団及び教育航空集団の司令部には幕僚長が置かれる。幕僚長は各幕僚を指揮し、司令部の部務を統括して部隊指揮官を補佐する。

#### 首席幕僚
- 護衛隊群、海上訓練指導隊群、潜水隊群、航空群、情報業務群、海洋業務・対潜支援群、開発隊群、教育航空群、練習艦隊及びシステム通信隊群の司令部には幕僚長が置かれず、幕僚のうち最上位にある者を首席幕僚とする。首席幕僚は各幕僚への指揮権はなく、各幕僚は部隊指揮官の命を受け司令部の部務を分掌する。首席幕僚は部隊指揮官の命を受け司令部の部務を整理する。

#### 幕僚に関する常用略語
- 海上自衛隊では「海上自衛隊の部内の通信において使用する常用略語について（通達）」（平成27年10月1日海幕指通第654号）[8]により、部内の通信では幕僚に「サ」の略語を当てているが、これは大日本帝国海軍において参謀に「サ」の常用略語を当てていた名残である。なお、同通達において常用略語が指定されている幕僚の種類としては、幕僚長・首席幕僚・先任幕僚・監理幕僚・情報幕僚・作戦幕僚・運用幕僚・訓練幕僚・航空幕僚・水雷幕僚・後方幕僚・（指揮）通信幕僚・気象（海洋）幕僚・研究（開発）幕僚・（作戦）計画幕僚・衛生幕僚・法務幕僚等がある。
- 上記は平成3年3月25日付海幕通第1368号と比すれば先任幕僚・水雷幕僚・衛生幕僚・法務幕僚が追加、（指揮）通信幕僚・気象（海洋）幕僚・（作戦）計画幕僚が変更、保全幕僚・砲術幕僚・対潜幕僚・潜水艦幕僚・船務幕僚・掃海幕僚・武器体系幕僚・機関幕僚・整備幕僚・補給幕僚・技術幕僚・企画幕僚・安全幕僚が削除されている。
- 幕僚長には帝国海軍の参謀長と同じく「サチ」の略語を当てている[8]。首席幕僚には帝国海軍の先任参謀と同じく「セサ」の略語を当てている[8]。

### 航空自衛隊
- 航空幕僚長：当該項目を参照

### 共同の部隊
- 統合作戦司令部には幕僚長が置かれる。幕僚長は、統合作戦司令官を補佐し、統合作戦司令部の部内の事務を整理する。

## 警察での用法
警備実施要則（昭和38年11月14日国家公安委員会規則第3号）第6条では、警備本部長以外の警備本部員の主要なものとして幕僚を挙げている。部隊行動をする警察部隊では、軍隊に準じて幕僚という担当が置かれることがあるが、警察本部等に常置されることはない。

## 自治体防災担当・消防での用法
東京都以外の市町村などでは、消防本部の上席としての市長を総監、副市長を幕僚長として位置づけている例がある他、消防本部並びに管下の消防署の警防課及び指揮本部長の指揮下にあって、局面指揮を担当する消防吏員を幕僚ということがある。